# Iota Reticuli
Iota Reticuli (ι Reticuli) é uma estrela na constelação de Reticulum. Com uma magnitude aparente visual de 4,96, é brilhante o suficiente para ser vista a olho nu. Medições de paralaxe pela sonda Gaia mostram que está a aproximadamente 327 anos-luz (100 parsecs) da Terra. Esta estrela é uma gigante de classe K com um tipo espectral de K4 III, indicando que é uma estrela evoluída que se expandiu e esfriou ao abandonar a sequência principal. Com um raio de 24 vezes o raio solar, a estrela está brilhando com 180 vezes a luminosidade solar e tem uma temperatura efetiva de 4 300 K. Não possui estrelas companheiras conhecidas.